# Unspeakable Sins
Unspeakable Sins (originaltitel: Pecados Inconfesables) är en mexikansk dramaserie vars första säsong hade premiär den 30 juli 2025 på Netflix.

## Handling
Fångad i ett kontrollerande äktenskap inleder en kvinna en affär med en yngre man för tröst. Deras förbindelse förvandlas till en farlig kamp för att överleva.

## Rollista (i urval)
- Roberto Quijano - Rafael Barrientos
- Armando Hernández
- Manuel Masalva
- Zuria Vega
- Andres Baida